# 田德望
田德望（1909年7月4日—2000年10月6日），男，漢族，河北顺平人，中國翻譯文學家。

## 生平
1931年，於北京清华大学外国语文系畢業。1935年，又毕业于清华大学外语研究所。然後聽從吳宓教授建議，前往意大利留學，1937年在佛羅倫斯大學獲得文學博士學位。1938年則在德國格丁根大學修讀德國文學。在那裡他結識了季羡林。
1940年返回中國擔任浙江大學、武漢大學外國語文系教授及北京大學西方語言文學系德語教授。他在浙江大學教授英国文学史及但丁。

## 著作
- 《神曲》人民文學出版社出版
- 《凯勒中篇小说集》［瑞士］
- 《绿衣亨利》
- 《德漢詞典》